# Alessandro Arrigoni
Alessandro Arrigoni (Mantova, 24 agosto 1674 – Quingentole, 13 agosto 1718) è stato un vescovo cattolico italiano.

## Biografia
Nacque da nobile famiglia nel 1674 e fu consacrato vescovo il 5 febbraio 1713. Compì la visita pastorale e celebrò il sinodo diocesano. Sotto il suo mandato vide sorgere in città la nuova chiesa di Ognissanti e la chiesa di San Barnaba ad opera dei Servi di Maria. Morì nel palazzo dei vescovi di Mantova di Quingentole nel 1718 e venne sepolto nella cattedrale di Mantova.

## Genealogia episcopale
La genealogia episcopale è:
- Arcivescovo Dominic Maguire, O.P.
- Cardinale Ferdinando d'Adda
- Vescovo Alessandro Arrigoni